# Axion Estin

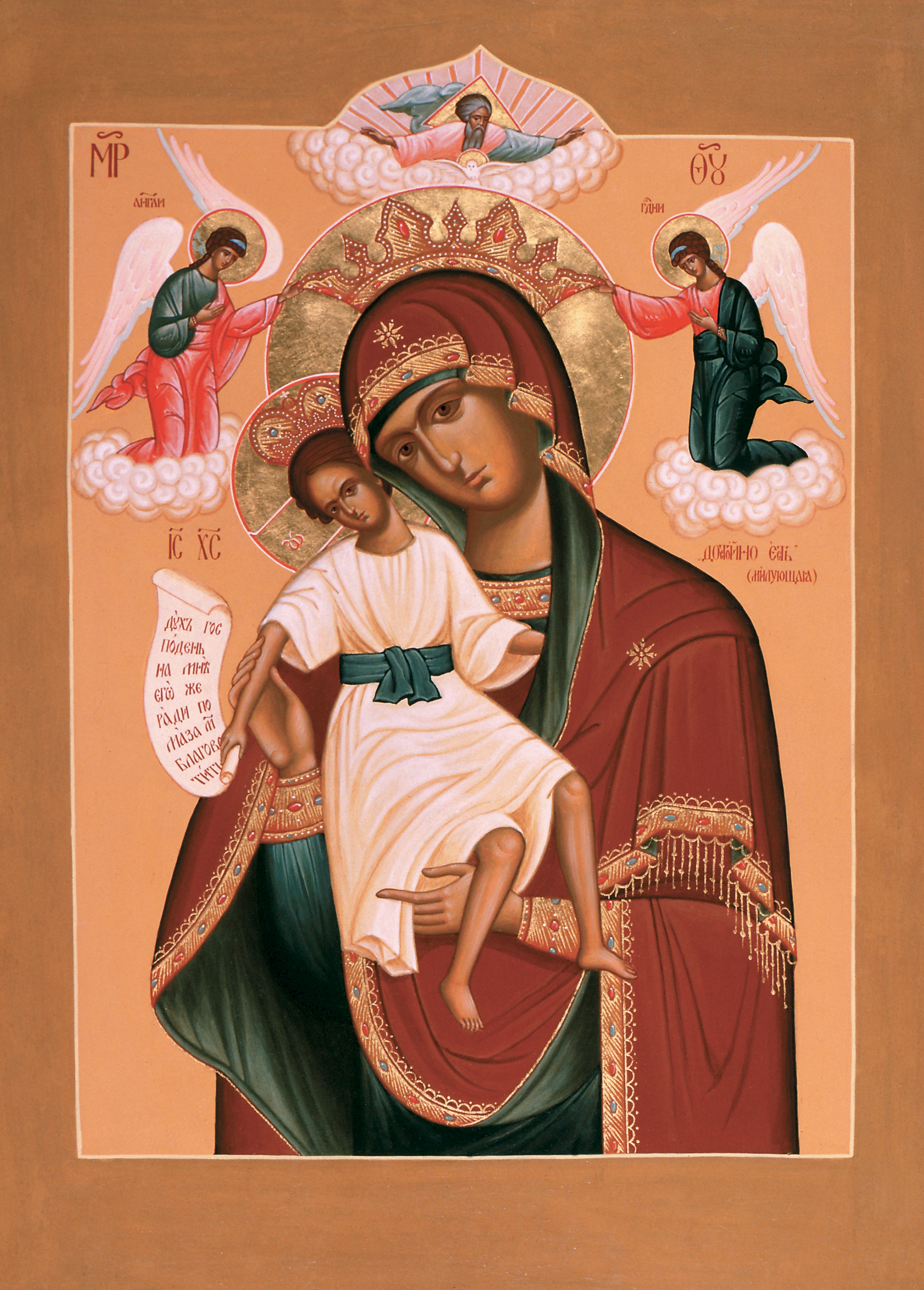
La Vergine Axion estin in un'icona russa del XIX secolo

Nel cristianesimo, soprattutto della Chiesa ortodossa, la Axion Estin (in greco della koinè: Ἄξιόν ἐστιν; è veramente giusto) è il nome attribuito ad un'antica icona mariana, raffigurante la Vergine che regge tra le braccia il Bambino, ed alla quale si associa un famoso inno cantato di preghiera, che fa parte del più completo inno detto Theotókos, cioè il titolo di Maria come la Madre di Dio.
La seconda metà di questo canto bizantino viene attribuito al santo Cosma l'innografo, mentre l'introduzione è secondo la tradizione, rivelata da un evento miracoloso accaduto sul Monte Athos. L'antica tradizione narra che questa icona cominciò ad irradiare luce durante una notte di Pasqua tra il 10 e l'11 giugno del 982, proprio mentre un monaco eremita di nome Gabriel, poi identificato con l'arcangelo Gabriele, iniziava a cantare l'inno. Le parole del canto furono quindi appuntate da un discepolo direttamente su una piastrella, scritto direttamente con il dito, come se la piastrella fosse di cera. Poi l'arcangelo scomparve, e l'icona continuò a irradiare luce per qualche tempo. L'icona è ancora oggi conservata nella chiesa del Protaton di Karyes sul Monte Athos, e celebrata ogni anno l'11 giugno, mentre la piastrella con l'inno originale fu portata a Costantinopoli nel 990. L'inno divenne un famoso canto di preghiera della Chiesa ortodossa durante la Divina Liturgia, le lodi mattutine e la compieta serale; l'incipit di questa preghiera fu accettato, ereditato e ancor oggi ricordato anche nella Chiesa cattolica (con la frase "è cosa buona e giusta - è veramente giusto"), durante il rito liturgico di Celebrazione eucaristica prima dell'anafora all'Eucaristia.

## Testo

### Testo originale
μακαρίζειν σε τὴν Θεοτόκον, 

τὴν ἀειμακάριστον καὶ παναμώμητον 

καὶ μητέρα τοῦ Θεοῦ ἡμῶν.

Τὴν τιμιωτέραν τῶν Χερουβεὶμ 

καὶ ἐνδοξοτέραν ἀσυγκρίτως τῶν Σεραφείμ, 

τὴν ἀδιαφθόρως Θεὸν Λόγον τεκοῦσαν, 

τὴν ὄντως Θεοτόκον,

σὲ μεγαλύνομεν.»
makarízin se tin Theotókon, 

tin aimakáriston ke panamòmiton 

ke mitéra tu Theù imòn. 

Tin timiotéran tòn Cherouvìm 

ke endoxotéran asinkrítos tòn Seraphim, 

tin adiafthóros Theòn Lógon tekùsan, 

tin óntos Theotókon, 

sè megalìnomen.»

### IPA
ˌaks̠iˈo̞ne̞stin o̞s̠ aliˈθo̞s 

mɐkɐˈɾiz̠in̠ s̠e̞ ˈtin̪ θe̞.o̞ˈto̞ko̞n 

ˈtin ɐ.imɐˈkaɾis̠to̞n ˈce̞ pɐnɐˈmo̞mito̞n 

ˈce̞ miˈte̞ɾɐ ˈtu θe̞ˈu iˈmo̞n  

ˈtin̪ timi̯o̞ˈte̞ɾɐn ˈto̞n çe̞ɾuˈvim 

ˈce̞ ͜e̞n̪ðo̞ks̠o̞ˈte̞ɾɐn ɐs̠iŋˈkɾito̞s̠ ˈton s̠e̞ɾɐˈfim 

ˈtin ɐðçɐˈf͡θo̞ɾo̞s̠ θe̞ˈo̞n ˈlo̞ɣo̞n te̞ˈkus̠ɐn 

ˈtin ˈo̞nto̞s̠ θe̞o̞ˈto̞ko̞n 

ˈse̞ me̞ɣɐˈlino̞me̞n

### Traduzione
È veramente giusto proclamarti beata, o Madre di Dio, 

beatissima e totalmente pura, Madre del nostro Dio. 

Noi magnifichiamo Te, che sei più onorabile dei cherubini, 

incomparabilmente più gloriosa dei serafini. 

Tu, che senza perdere la tua verginità, 

hai messo al mondo il Verbo di Dio. 

Tu, che veramente sei la Madre di Dio.

### Annotazioni
1. ↑  The Official site of the Holy cell "Axion Estin" on Mt. Athos

### Fonti
1. ↑  Giovanni Paolo II, Angelus del 6 dicembre 1987, nel sito ufficiale della Santa Sede
2. ↑  L'icona come catechesi dipinta